# 双対加群
R-加群Mの双対加群（そうついかぐん、英: dual module）とは数学において、R-加群Mに対して、Mから「R-加群として見たR」への加群準同型全体が、値ごとの演算によって成す新たなR-加群の事である。通常、双対ベクトル空間の例に倣って{\displaystyle M^{*}}あるいは{\displaystyle {\mathrm {Hom} }_{R}(M,R)}などと表記される。

## 二重双対加群
R-加群Mの双対(R-)加群M*のさらに双対である、
{\displaystyle M^{**}={\mathrm {Hom} }_{R}(M^{*},R)}
のことをMの二重双対加群（にじゅうそうついかぐん、英: double dual module）という。
これは、
「加群準同型の全体へと制限された写像空間 M*⊂ RM」からRへの
加群準同型全体のなす集合（に値ごとの演算でR-加群の構造を入れたもの）
だから、
M**の元は、
加群準同型 {\displaystyle f:M\to R} になにかしらの元 {\displaystyle a\in R} を対応させた写像で
{\displaystyle \phi :M^{*}\ni f\mapsto a\in R}
という形をしている。そこで各 {\displaystyle r\in R}に対し、
{\displaystyle \phi _{r}:M^{*}\ni f\mapsto f(r)\in R}
という写像を考えると、これはM*からRへの加群準同型になるので、 
{\displaystyle \forall r\in R:\phi _{r}\in M^{**}} 。
これに基づいて、写像 {\displaystyle \chi :M\to M^{**}}を
{\displaystyle \chi (r)\quad {\underset {\mathrm {def} }{=}}\quad \phi _{r}}
と定めたとき、{\displaystyle \chi } もまた加群準同型となり、その直観的にも圏論的にも自然な様から
R-加群MからM**への正準写像（英:  canonical map, en: Canonical map）あるいは自然な写像（英:  natural map ）と呼ばれる。